# King-George-V-Klasse (1940)
Die King-George-V-Klasse war eine Klasse von fünf Schlachtschiffen, die Ende der 1930er-Jahre für die Royal Navy gebaut wurden. Die Schiffe wurden nach den Vorgaben des Zweiten Flottenvertrages von London gebaut, der eine Begrenzung der Tonnage und der Bewaffnung vorsah.

## Geschichte
Im November 1921 kamen die fünf führenden Marinestaaten: Großbritannien, Japan, Frankreich, Italien und die USA zu einer Konferenz in Washington zusammen, um durch die Begrenzung des Flottenbaus ein Wettrüsten zu verhindern. Alle anwesenden Mächte beabsichtigten ihre jeweiligen Ausgaben zu reduzieren, während sie gleichzeitig ihre strategische Position behaupten oder zu verbessern suchten. Alle Staaten willigten ein in eine Reihe von Beschränkungen für die Größe und die Bewaffnung ihrer bereits existierenden Flotten und den Bau zukünftiger Schiffe. Die Gesamttonnage für Großkampfschiffe der Royal Navy war auf 525.000 tn.l. festgelegt. Zusätzlich wurde vereinbart, dass kein Schiff eine höhere Verdrängung als 35.000 tnl.l haben und ein Kaliber von 406 mm (16 Zoll) nicht überschritten werden dürfe. Bei der zweiten Londoner Flottenkonferenz 1935/1936 wurde eine Verlängerung der Tonnagebeschränkung bis 1942 sowie eine Begrenzung des Höchstkalibers auf 356 mm (14 Zoll) vereinbart, sollten Italien und Japan zustimmen. Nach der Unterzeichnung des Vertrages hatte DNC Stanley Goodall in den 1920er- und 1930er-Jahren verschiedenste Entwürfe für den Fall entwickelt, dass die Flottenverträge nicht verlängert würden. Am 21. Mai 1936 wurde der Entwurf mit der Bezeichnung 14P genehmigt und am 29. Juli wurden die ersten beiden Schiffe bestellt.

## Konstruktion

### Aufbauten
Die Brückenkonstruktion der King-George-V.-Klasse war im Grunde eine Weiterentwicklung der Brücke der Nelson-Klasse, hatte aber eine eher quadratische Form und eine weniger spitz verlaufende Front. Im Laufe der Jahre stellte sich heraus, dass die Brücke der Nelson zwar wesentlich besser war als die der vorherigen Schlachtschiffe mit ihren offenen Plattformen an den Masten, dass aber immer noch ein beträchtlicher Luftzug auf der gesamten Brücke und der Kompassplattform herrschte, insbesondere wenn die Türen offen standen. In dem Bemühen, dieses Problem zu lösen, wurden nach zahlreichen Tests, die von 1934 bis 1936 im National Physical Laboratory durchgeführt worden waren, etwas niedrigere Aufbauten mit einer größeren Frontfläche gewählt. Nach der Fertigstellung stellte sich jedoch heraus, dass zwar weniger Zugluft als bei der Nelson auftrat, aber immer noch Querströmungen auf und über den verschiedenen Ebenen in Kniehöhe vorhanden waren.

### Maschinenanlage
1928 untersuchte der Ausschuss für Nachkriegsfragen die Anforderungen an ein überlegenes Schlachtschiff und kam zu folgendem Schluss: "Eine leichte Überlegenheit in der Geschwindigkeit der Schlachtflotte auf beiden Seiten ist von geringer Bedeutung. Vor diesem Hintergrund und unter Berücksichtigung der Tatsache, dass es immer noch von Vorteil wäre, zumindest mit den meisten ausländischen Kriegsschiffen auf See gleichzuziehen, wurden die Bedingungen für die neuen Schiffe der Royal Navy festgelegt. Zunächst wurde eine Geschwindigkeit von nur 21 Knoten vorgeschlagen, was wesentlich langsamer war als die der Nelson- und der Queen-Elizabeth-Klasse. Im Oktober 1928 zog der Ausschuss die folgenden Alternativen in Betracht: Entweder man entschied sich für eine Geschwindigkeit von 21 Knoten mit dem Ziel, diese Geschwindigkeit während der gesamten Lebensdauer des Schiffes beibehalten zu können, oder man entschied sich für eine Geschwindigkeit von 23 Knoten, die durch Zwangszugkessel erreicht würde und sich mit zunehmendem Schiffsalter verringern würde. Letztlich wurde der Entschluss gefasst, dass eine Geschwindigkeit von 23 Knoten angestrebt werden sollte und dass eine höhere Belastung der Kessel, als bisher zulässig war, gängige Praxis werden sollte. 1929, als die Frage eines kleineren Schlachtschiffs erörtert wurde, kam auch die Frage der Geschwindigkeit zur Sprache: Es wurde darauf hingewiesen, dass bei einer Erhöhung der Geschwindigkeit der Schlachtflotte auch die Geschwindigkeiten anderer neuer Schiffstypen, die mit ihnen mithalten müssten, steigen würden. Trotzdem hielt man es für notwendig, die Geschwindigkeit des neuen Schlachtschiffs auf mindestens 25 Knoten zu erhöhen, selbst auf Kosten von weiteren 1.000 Tonnen Verdrängung. Die Berechnung der Antriebsleistung, die in die neuen Schiffe eingearbeitet werden konnte, gestaltete sich äußerst schwierig. Außerdem erreichten die Admiralität zahlreiche Berichte über die Geschwindigkeiten der modernisierten japanischen Schlachtflotte, und es war bekannt, dass die französische Flotte und die modernisierten italienischen Schiffe der Caio-Duilio-Klasse (1915) allesamt höhere Geschwindigkeiten aufwiesen als zuvor. In Anbetracht dessen war es für den Ausschuss und das DNC fast unmöglich, die neuen Schiffe mit weniger als einer Geschwindigkeit von 26 Knoten zu gestalten, und als die endgültige Version erstellt wurde, war die Geschwindigkeit auf 27 Knoten gestiegen – was von vielen immer noch als zu langsam angesehen wurde.

### Bewaffnung

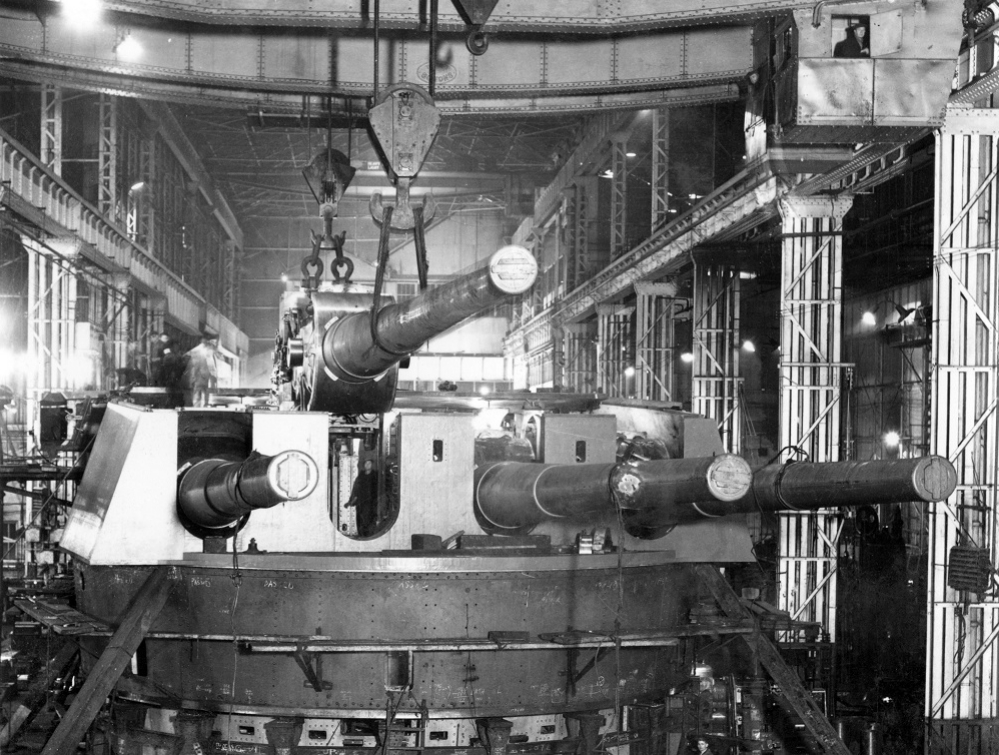
Die Montage eines Vierfachgeschützes 1940

1931 forderte die Admiralität eine Hauptbewaffnung, die wie bei der Queen-Elizabeth-Klasse in vier Zwillingstürmen untergebracht werden sollte. Nach zahlreichen Tests wurde diese Art der Anordnung der Bewaffnung mit Nachdruck empfohlen. Obwohl 1936 auf der Londoner Flottenkonferenz eine Reduzierung des maximal zulässigen Geschützkalibers auf 356 mm festgelegt worden war, weigerten sich Japan und Italien, den Vertrag zu ratifizieren. Da auf Seiten der Briten die für die Ausarbeitung neuer Entwürfe erforderliche Verzögerung von einem Jahr nicht hinnehmbar war, wurde die festgelegte Bewaffnung beibehalten. Die Konstruktion dieses Geschützes basierte auf der 305 mm L/50 Mark XIV – einer Versuchswaffe, die im August 1933 fertiggestellt worden war, um die Ganzstahlbauweise zu testen. Diese neuen 356-mm-Geschütze bildeten eine Abkehr vom Prinzip der Drahtrohr-Konstruktion. Dies führte zu einer stärkeren und leichteren Kanone, die weniger anfällig für Rohrermüdung und Rohrkrepierer war. Dank dieser verbesserten Bauweise verfügten die Briten über eine Waffe, die präziser war und eine längere Lebensdauer hatte als die größere 406 mm L/45 Mark I. Die Zwillings- und Vierfachlafetten basierten auf denen der 381-mm-Kanonen. Sie waren abgesehen von der unterschiedlichen Anzahl der Geschütze praktisch identisch, wobei sich die Vierfachtürme für die Bedienungsmannschaft als sehr eng erwiesen. Der Antrieb erfolgte hydraulisch über eine Ringleitung mit wasserlöslichem Öl. Im Gegensatz zu früheren Konstruktionen waren die Geschütze in Stahlgusswiegen und nicht auf Gleitschienen gelagert. Die Geschütze konnten unabhängig voneinander hydraulisch gehoben und gesenkt werden. Die seitliche Drehung erfolgte durch einen von zwei Taumelscheibenmotoren, jeweils 160 PS im Vierlingsturm und 70 PS im Zwillingsgeschützturm.

### Panzerung
Erste Vorschläge zur Panzerung wurden erstmals Anfang der 1930er-Jahre diskutiert. Der Panzergürtel sollte Schutz gegen 406-mm-Granaten aus einer Entfernung zwischen 10 und 27 km bieten. Da es weltweit jedoch nur zwei Staaten mit insgesamt fünf Schiffen gab (1935, USA drei, Japan zwei), die über solche Kanonen verfügten, galt als höchst unwahrscheinlich, dass ein neues Schiff mit einer dieser Kanonen konfrontiert werden würde. Eine größere Rolle spielte die zunehmende Gefahr durch Luftangriffe, weshalb die Panzerung gegen horizontale Treffer und die Luftabwehrbewaffnung gegenüber der Nelson-Klasse verbessert wurden. Zwar war 1930 das Gewicht von Bomben auf 907 kg begrenzt, doch konnte die Entwicklung leistungsstärkerer Bomben nicht ausgeschlossen werden.

## Technik

### Schiffsmaße
Die Schiffe hatten eine Gesamtlänge von 227,12 m, eine Länge zwischen den Loten von 213,14 m und eine Kielwasserlinie von 225,50 m. Die Breite betrug 31,45 m und der Tiefgang 10,90 m. Die Schiffe hatten einen Freibord von 9,39 m vorn und 7,95 m achtern. Die metazentrische Höhe betrug 1,85 bzw. 2,50 bei Volllast. Die Schiffe hatten einen taktischen Durchmesser von 850 m bei einer Geschwindigkeit von 14 Knoten (25 km/h). Die Verdrängung lag zwischen 38.359 t. und 43.314 t.

### Antrieb
Die Schiffe waren mit vier Parsonsturbinen ausgestattet, die jeweils eine Welle antrieben und insgesamt 110.000 Shp (80.905 kW) entwickelten, mit der sie eine Höchstgeschwindigkeit von 28 Knoten (51,8 km/h) erreichten. Der Dampf wurde von acht Admiralty-Trommelkesseln mit einem Arbeitsdruck von 26 bis 28 bar geliefert. Die Dampftemperatur betrug 750 °F (ca. 400 °C). Die Schiffe konnten maximal 3.830 t Heizöl mitführen, was ihnen bei 10 Knoten (19 km/h) eine Reichweite von 15.600 Seemeilen (28.891 km) ermöglichte. Der errechnete Verbrauch lag bei 2,4 Tonnen pro Stunde. Faktisch erhöhte sich der Treibstoffverbrauch im Einsatz auf 6,6 Tonnen pro Stunde, was die Reichweite erheblich einschränkte. Die Besatzung bestand aus 1400 bis 1578 Offizieren und Mannschaft.

### Bewaffnung

#### Hauptbewaffnung

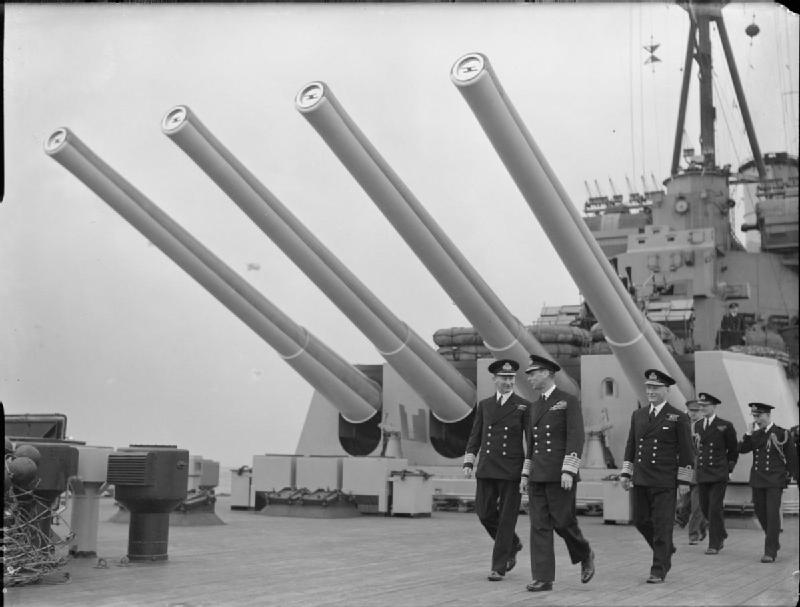
Georg VI. (zweiter von links) mit Kapitän Woodhouse (ganz links) und Admiral Sir John Tovey (dritter von links), dem Oberbefehlshaber der Home Fleet, vor dem achteren 356-mm-Geschützturm an Bord der Howe während eines Besuches des Königs in Scapa Flow

Die Hauptbewaffnung bestand aus zehn 356-mm-Kanonen in je einem Vierfachturm vor und hinter den Aufbauten und einem überfeuernden Zwillingsturm vorn. Die Geschütze des Zwillingsturms waren auf Mk-II-Lafetten mit einem Seitenrichtbereich von −143 bis +143 Grad und einem Gewicht von 929 t gelagert, während die Kanonen der Vierfachtürme auf Mk-III-Lafetten mit einem Seitenrichtbereich von −135 bis +135 Grad und einem Gewicht von 1.607 t montiert waren. Die Geschütze selbst wogen 80 t und hatten bei einer maximalen Rohrerhöhung von 40 Grad und einer Mündungsgeschwindigkeit von 756 m/s eine Reichweite von 35.260 m. Die Kadenz lag bei zwei Schuss pro Minute. Die seitliche Ausrichtung erfolgte durch Taumelscheibenmotoren mit einer Geschwindigkeit von 2 Grad pro Sekunde. Die Erhöhung und Absenkung der Rohre erfolgte durch Hydraulikzylinder mit einer Geschwindigkeit von 8 Grad pro Sekunde. Es standen zwei verschiedene Geschosstypen zur Verfügung, nämlich die panzerbrechende Mark VIIB sowie eine Sprenggranate, beide mit einem Gewicht von 721 kg.
| Projektile   | APC Mark VIIB           | 721 kg  |
| Projektile   | HE                      | 721 kg  |
| Treibladung  | Lösemittelfreies Kordit | 153 kg  |
| Sprengladung | APC                     | 18,1 kg |
| Sprengladung | HE                      | 48,5 kg |

#### Sekundärbewaffnung

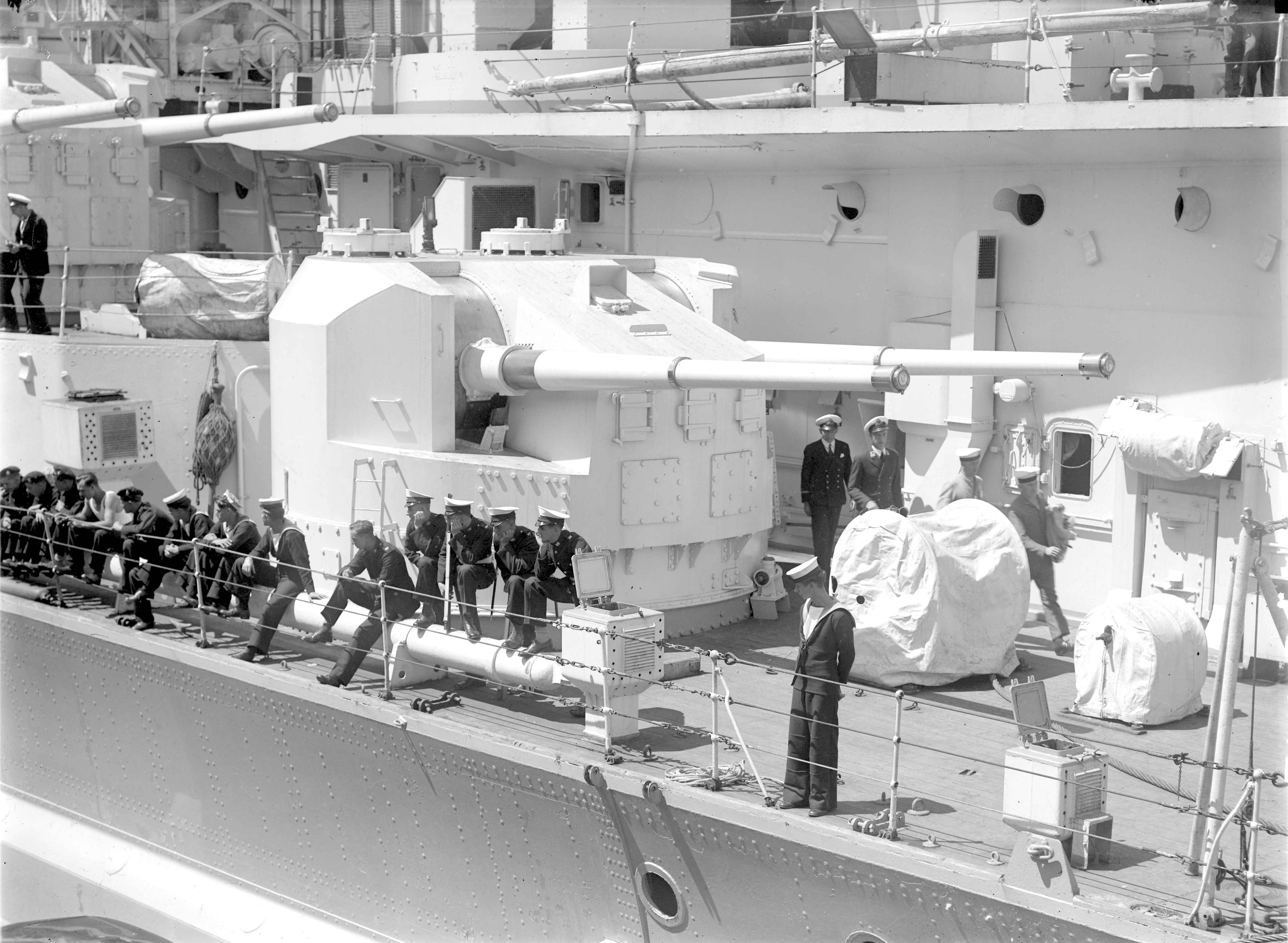

Die Sekundärbewaffnung bestand aus sechzehn 133-mm-Schnellfeuergeschützen in acht Zwillingstürmen, die sich mittschiffs neben den Aufbauten an Back- und Steuerbord befanden, vier auf jeder Breitseite. Das Geschütz war auf Mk-I-Lafetten mit einem Seitenrichtbereich von −80 bis +80 Grad und einem Gewicht von 78 t montiert. Die Kanone selbst wog 4 t und hatte bei einer maximalen Elevation von 45 Grad und einer Mündungsgeschwindigkeit von 814 m/s eine Reichweite von 21.397 m. Für diese Geschütze standen drei verschiedene Geschosstypen zur Verfügung. Zwei panzerbrechende Granaten SAP (semi armour piercing) Mk IC und Mk II, ein Hochexplosivgeschoss sowie Anti-Radar-Projektile, jeweils mit einem Gewicht von 36,3 kg.
| Projektile   | SAP Mark IC             | 36,3 kg |
| Projektile   | SAP Mark II             | 36,3 kg |
| Projektile   | HE                      | 36,3 kg |
| Treibladung  | lösemittelfreies Kordit | 8,19 kg |
| Sprengladung | SAP                     | 1,47 kg |
| Sprengladung | HE                      | 2,95 kg |

#### Flugabwehr

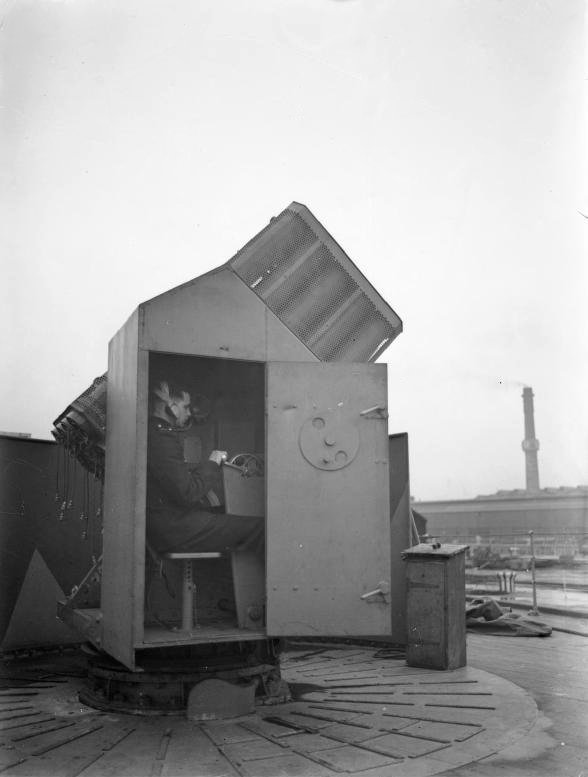
177-mm-Glattrohrraketenwerfer

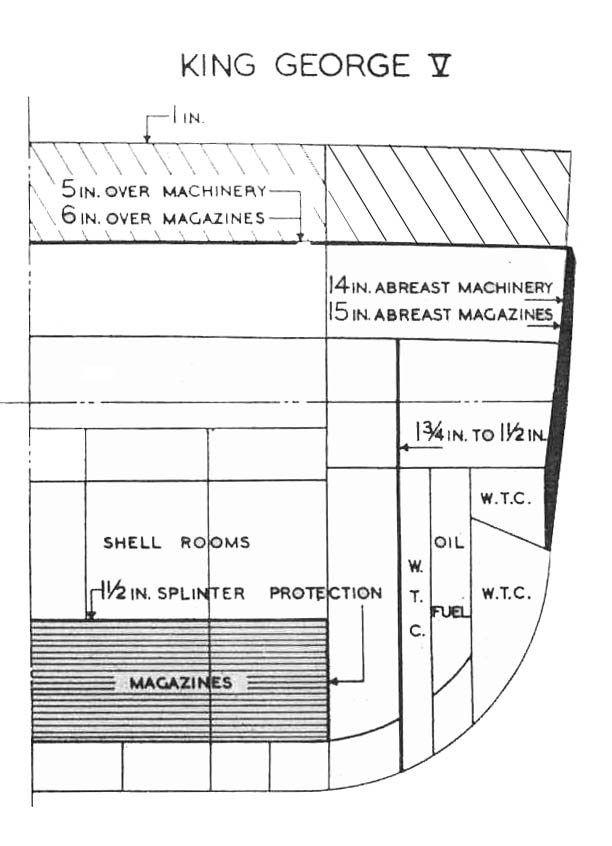
Querschnitt durch die Hauptmagazine, welche die Struktur der Panzerung und des Seitenschutzsystems zeigt

Die Flugabwehr bestand aus zweiunddreißig 40-mm-2-Pfündern „pom-pom“ Mk VI in vier Achtfachlafetten auf erhöhten Plattformen in den Aufbauten. Außerdem hatte das Schiff drei 20-fach-177-mm-Glattrohrraketenwerfer installiert, von denen sich einer auf dem Dach von Turm „B“ und die beiden anderen auf dem Dach von Turm „Y“ befand. Die Raketen hatten eine Länge von 81,3 cm, wogen etwa 16 kg und hatten eine Reichweite von 910 m.

### Panzerung
Die King-George-V-Klasse hatte einen Panzergürtel aus Krupp-Zementstahl. Er war 126 m lang und erstreckte sich von der Barbette „A“ bis zur Barbette „Y“. Der Panzergürtel befand sich auf der Höhe des Hauptdecks etwa 4,49 m über und 2,59 m unter der Wasserlinie. Mittschiffs hatte er eine Dicke zwischen 355 mm und 381 mm. Zusammen mit 299 mm dicken Querschotten vorne und 249 mm achtern bildete er die gepanzerte Zitadelle. Davor und dahinter verjüngte er sich auf 114 bzw. 140 mm. Die horizontale Panzerung bestand aus Ducol-Stahl und war mittschiffs 124 mm dick. Über den Magazinen vorn und achtern verstärkte sich die Panzerung auf 149 mm. Auf Höhe des Unterdecks vorn und achtern setzte sich die Deckspanzerung fort und verjüngte sich allmählich von 124 mm auf 64 mm. Die Barbetten waren zwischen 274 und 324 mm dick. Der Kommandoturm war mit 76 bis 101 mm gepanzert. Die Geschütztürme der Hauptbewaffnung waren an den Seiten zwischen 174 und 324 mm und auf dem Dach 149 mm dick. Die Geschütztürme der 133-mm-Kanonen waren rundherum mit 38 mm Panzerung versehen. Der Splitterschutz für die Sekundärmagazine war ebenfalls 38 mm dick. Das Torpedoschott war 44 mm dick, erstreckte sich über die gesamte Länge des Panzergürtels und endete in 38 mm dicken Querschotten. Die seitliche Panzerung unterhalb der Wasserlinie war in eine Reihe von länglichen Abteilungen gegliedert, bei der die äußeren und inneren Abteilungen jeweils mit Luft und die zentralen Abteilungen entweder mit Wasser oder Treibstoff gefüllt waren. Um die Splitterwirkung bei einem möglichen Torpedotreffer zu reduzieren, war die Hülle an den Stellen des Seitenschutzes relativ dünn gehalten. Die luftgefüllten Abteilungen dienten als Knautschzone und reduzierten so den Schaden am Schiff. Die mit Wasser oder Treibstoff gefüllten Abteilungen verteilten den Druck der Explosion auf ein großes Gebiet und fingen entstehende Splitter ab.

### Sensoren und Stromversorgung
Die Hauptbewaffnung war mit einem Typ-285-Feuerleitradar, zwei Feuerleitrechnern – jeweils in einem Feuerleit-Kontrollturm DCT (Director Control Tower) – und einem Admiralty Fire Control Table Mark IX ausgestattet. Ein Feuerleit-Kontrollturm befand sich über der Brücke und der andere auf einem 50 mm dicken Ringschott mit 3,66 m Durchmesser hinter dem Großmast. Jeder war mit einem 4,50-m-Entfernungsmesser ausgestattet. Zur Unterstützung hatten die Geschütztürme „A“ und „Y“ vier integrierte 30-cm-Entfernungsmesser und der Geschützturm „B“ einen 9-m-Entfernungsmesser. Die 133-mm-Geschütze waren mit zwei HACS-Mk-IVGB-Feuerleitsystemen ausgestattet. Die 40-mm-„pom poms“ wurden mit einem Mk-IV-Feuerleitrechner und einem Feuerleitradar Typ 283 gesteuert. Diese befanden sich querab und achtern der Aufbauten. Zusätzlich hatte das Schiff ein Boden-Luft-Frühwarnradar Typ 277 und ein Sekundärradar zur Freund-Feind-Erkennung vom Typ 242. Der elektrische Strom wurde mit Hilfe von zwei Diesel- und sechs turbinengetriebenen 350-kW-Dynamos erzeugt.

## Schiffe der Klasse

### King George V
- 1. Januar 1937 Kiellegung
- 21. Februar 1939 Stapellauf.
- 1. Oktober 1940 Indienststellung

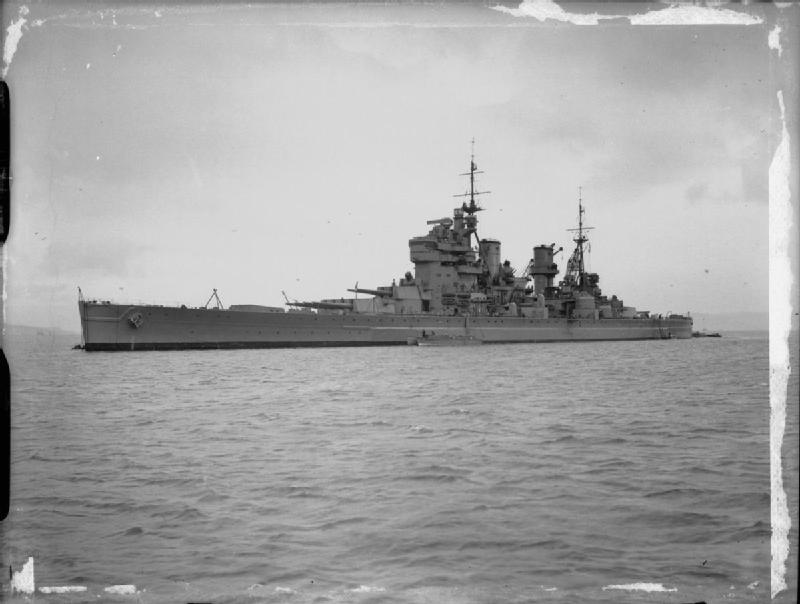
Die King George V

- 2. Dezember 1940 – Mai 1943 2. Schlachtgeschwader Home Fleet
- 21. Mai 1943 – Oktober 1943 Mittelmeer (Force H)
- 1. Oktober 1943 – Februar 1944 Home Fleet
- 28. Oktober 1944 – 1. Dezember 1944 Mittelmeer
- 15. Dezember – Januar 1946 2. Schlachtgeschwader Pacific Fleet
- April 1946 – September 1949 Home Fleet
- September 1949 – April 1957 Reserve
- Januar 1958 zum Abwracken verkauft[24]

### Prince of Wales
- 1. Januar 1937 Kiellegung
- 3. Mai 1939 Stapellauf

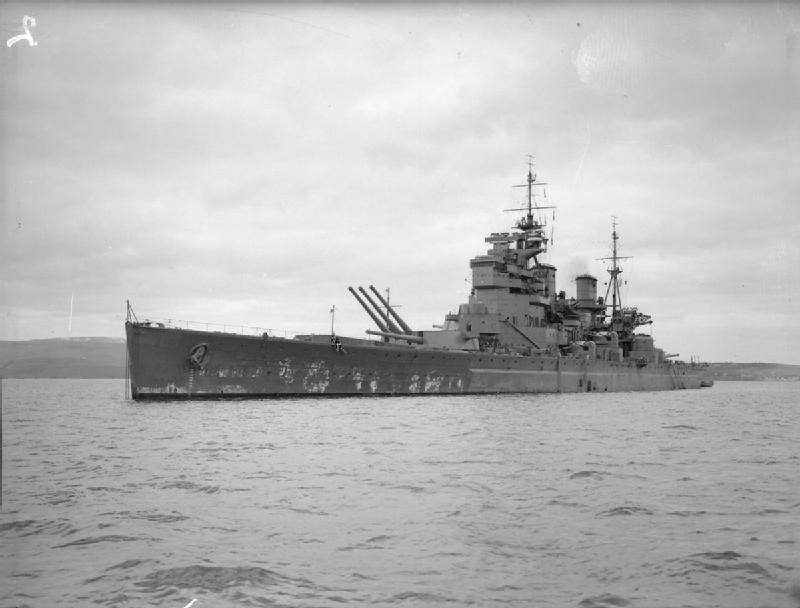
Die Prince of Wales

- Januar 1941 – September 1941 Home Fleet
- September 1941 – Oktober 1941 Mittelmeer (Force H)
- 16. November – Dezember 1941 Pazifik (Force Z)
- 10. Dezember 1941 nach Angriff gesunken[25]

### Duke of York
- 5. Mai 1937 Kiellegung
- 28. Februar 1940 Stapellauf

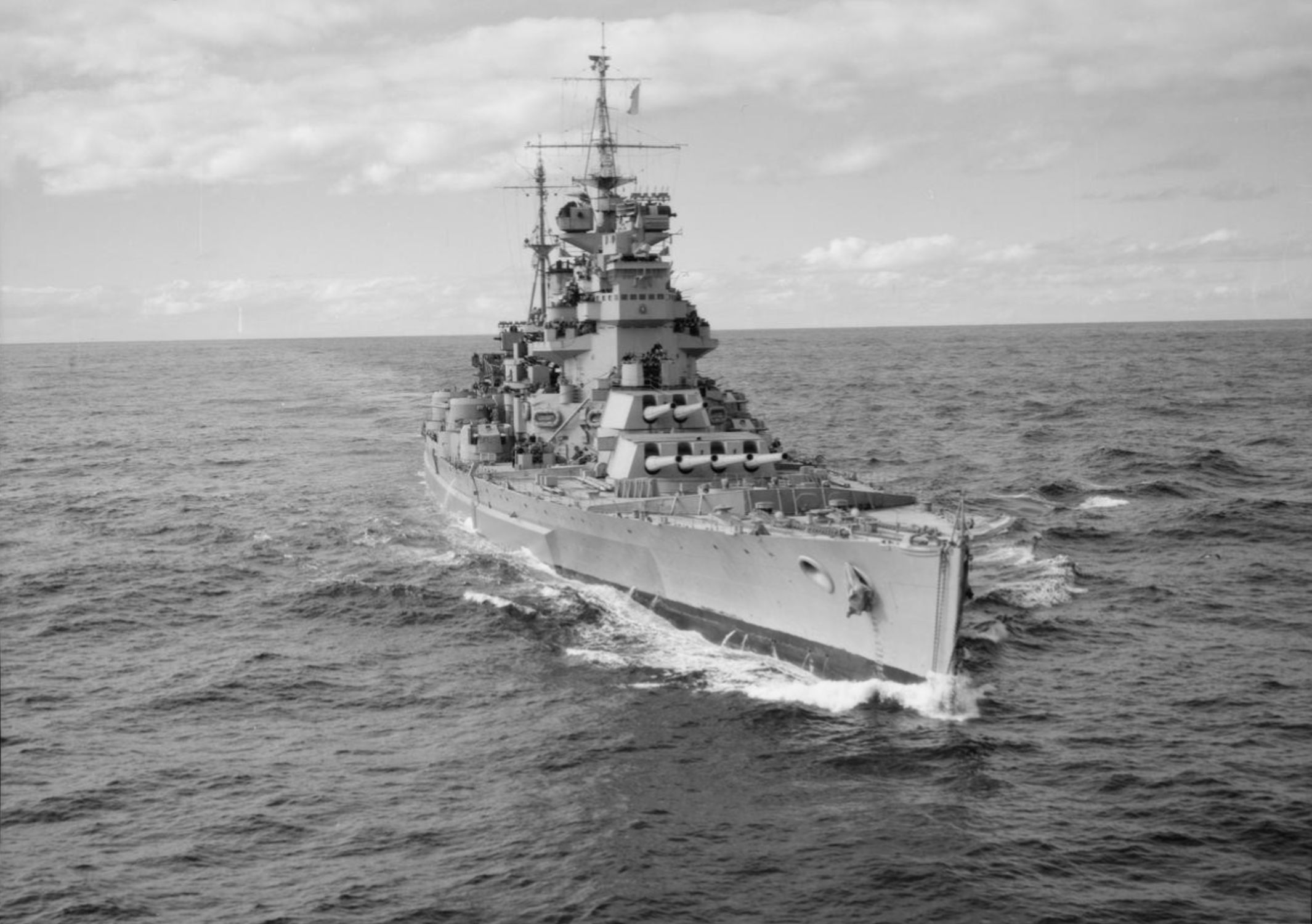
Die Duke of York

- November 1941 – Oktober 1942 Home Fleet
- Oktober – November 1942 Mittelmeer (Force H)
- 26. November 1942 – September 1944 Home Fleet
- Juli 1945 – Juli 1946 Pacific Fleet
- November 1946 – April 1949 Home Fleet
- April 1949 – April 1957 Reserve
- 18. Februar 1958 zum Abwracken verkauft[26]

### Anson
- 20. Juli 1937 Kiellegung
- 24. Februar 1940 Stapellauf
- 22. Juni 1942 Indienststellung
- Juni 1942 – Juni 1944 Home Fleet

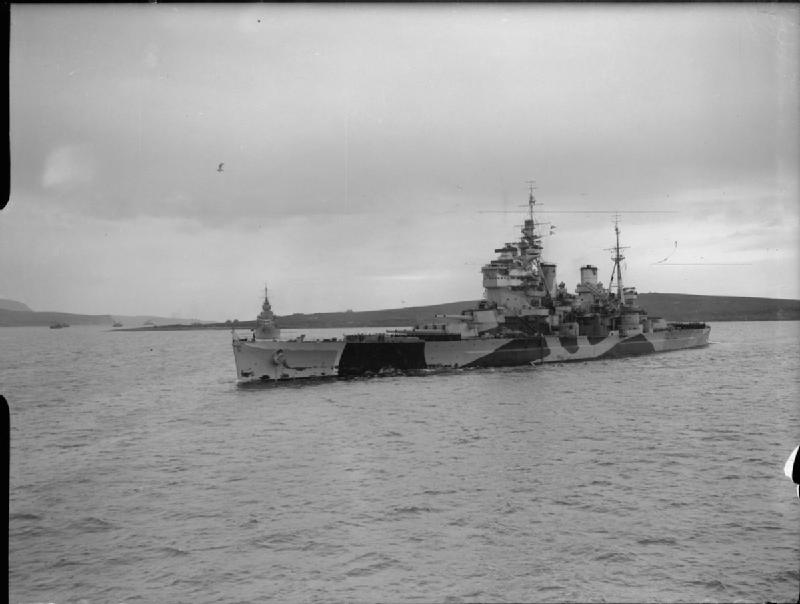
Die Anson

- Juli 1945 – Juli 1946 Pacific Fleet
- Oktober 1946 – November 1949 Home Fleet
- August 1950 – April 1957 Reserve
- 17. Dezember 1957 zum Abwracken verkauft[27]

### Howe
- 1. Juni 1937 Kiellegung
- 9. April 1940 Stapellauf
- 1. Juni 1942 Indienststellung

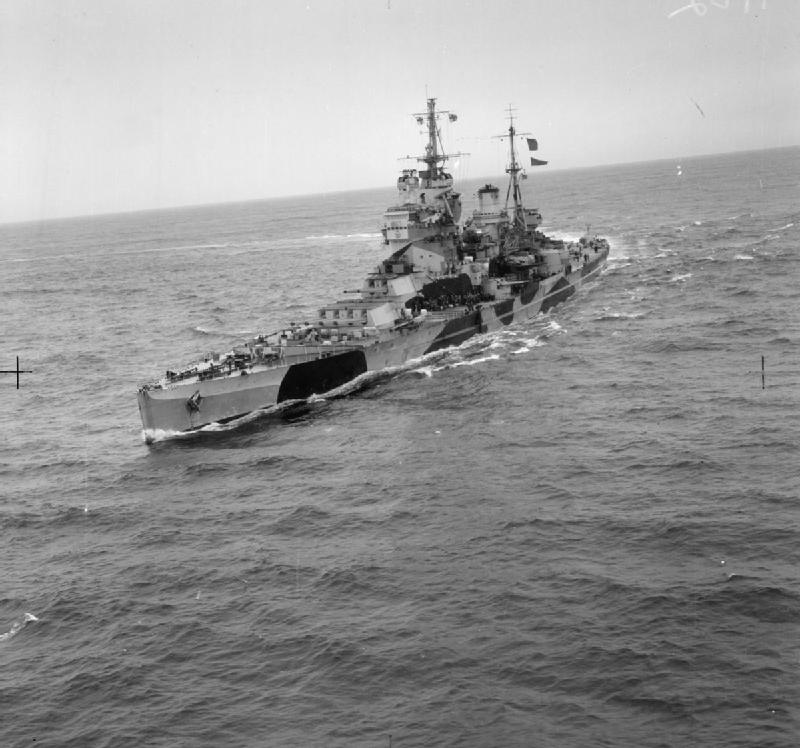
Die Howe

- 29. August 1942 – Mai 1943 2. Schlachtgeschwader Home Fleet
- 21. Mai 1943 – Oktober 1943 Mittelmeer (Force H)
- Oktober 1943 – Januar 1944 2. Schlachtgeschwader Home Fleet
- August 1944 – Dezember 1944 1. Schlachtgeschwader Eastern Fleet
- Dezember 1944 – September 1945 Pacific Fleet
- September 1945 – Januar 1946 East Indies Fleet
- April 1949 – Mai 1957 Reserve
- 2. Juni 1958 zum Abwracken verkauft[28]